# Am Salzhaff
Am Salzhaff ist eine Gemeinde im Westen des Landkreises Rostock in Mecklenburg-Vorpommern (Deutschland). Die Gemeinde wird vom Amt Neubukow-Salzhaff mit Sitz in der Stadt Neubukow verwaltet.

## Geografie

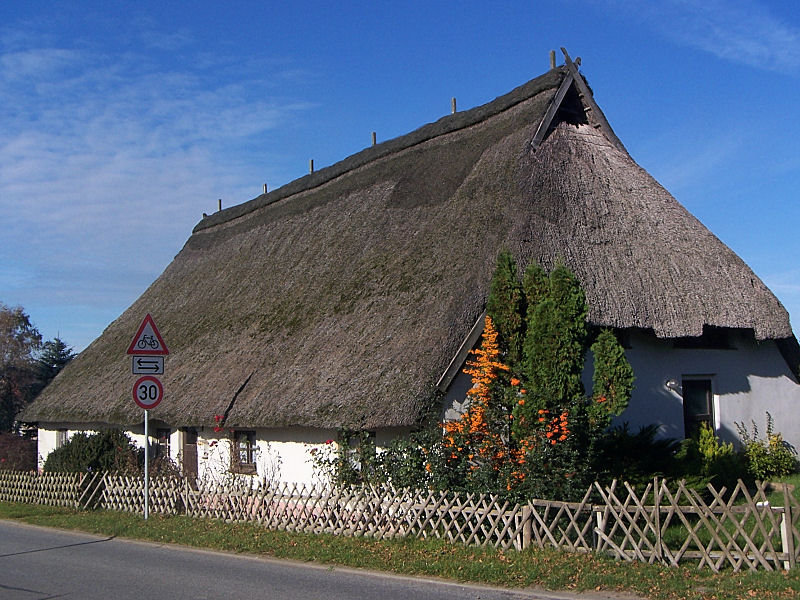
Historisches Hallenhaus in Pepelow

Namensgeber für die junge Gemeinde ist das Salzhaff, eine Bucht der Ostsee, die vom offenen Meer durch die Halbinsel Wustrow getrennt wird. Etwas landeinwärts vom flachen Südostufer des Salzhaffs liegt die Gemeinde Am Salzhaff. Sie liegt an der Grenze zum Landkreis Nordwestmecklenburg und ist 22 km von der kreisfreien Hansestadt Wismar entfernt. Im Südwesten des Gemeindegebietes erreicht der eineinhalb Kilometer von der Küste entfernte Scharberg eine Höhe von 54 m ü. NN. Nachbargemeinden von Am Salzhaff sind Rerik im Nordosten, Neubukow im Osten, Alt Bukow im Süden sowie Boiensdorf im Südwesten.

### Gemeindegliederung
Die Gemeinde Am Salzhaff besteht aus den Ortsteilen Klein Strömkendorf, Pepelow, Rakow und Teßmannsdorf.

## Geschichte
Am Salzhaff: Zu DDR-Zeiten wurde im Falkencamp Pepelow ein Kinderferienlager direkt am Salzhaff betrieben.

Die Gemeinde wurde am 13. Juni 2004 aus den vormals selbständigen Gemeinden Pepelow und Rakow gebildet.
Klein Strömkendorf: Das sanierte, zweigeschossige, neunachsige Gutshaus entstand um 1850.

Rakow wurde 1238 erstmals urkundlich erwähnt. Das Gut war im Besitz der Familien von der Lühe (15. Jh.–1782), Baron von Sell (bis 1791), der das zunächst einstöckige Gutshaus bauen ließ. Es folgten u. a. die Familie von Restorff (1796–1945).
Teßmannsdorf wurde 1249 erstmals urkundlich erwähnt. Das Gut war wie Rakow im Besitz der Familien von der Lühe und von Restorff.

## Politik

### Gemeindevertretung und Bürgermeister
Die Gemeindevertretung besteht (inkl. Bürgermeister) aus 7 Mitgliedern. Die Wahl zur Gemeindevertretung am 26. Mai 2019 hatte folgende Ergebnisse:
| Partei/Bewerber                             | Prozent | Sitze |
| ------------------------------------------- | ------- | ----- |
| Wählergemeinschaft der Gemeinde Am Salzhaff | 62,91   | 4     |
| Wählergemeinschaft Neues Gemeindeleben      | 20,00   | 1     |
| Einzelbewerberin Wagener                    | 17,09   | 1     |

Bürgermeister der Gemeinde ist Kai-Uwe Schlotmann, er wurde mit 76,03 % der Stimmen  gewählt.

## Sehenswürdigkeiten
- Hallenhaus einer ehemaligen Büdnerei in Pepelow, Dorfstraße 20
- Gutshaus der Familie von Restorff-Buschmühlen in Rakow; zweigeschossiger neunachsiger Putzbau nach Aufstockung von 1856, heute Hotel.
- Gutshaus Klein Strömkendorf; zweigeschossiger, neunachsiger Putzbau von 1841–1850, von Ernst Staunau erbaut, mit dem Skulpturenweg Lehrpfad der unholdigen Personen.

## Persönlichkeiten
- Günther Wendt (1931–2017), Offizier der Nationalen Volksarmee
- Volker Schlotmann (1956-....) 1994-2013 Mitglied des Landtages von Mecklenburg-Vorpommern, 2008-2013 Minister für Energie, Landesentwicklung, Bauen, Verkehr